# Cardiophobie
 (avril 2018).
La cardiophobie (du grec, Phóbos, signifiant « peur » ou « peur morbide » et cardio signifiant « cœur ») est la peur du cœur ou la peur d'un développement d'une maladie cardiovasculaire. Les individus ayant des antécédents familiaux ou personnels concernant des maladies cardiovasculaires sont principalement touchés par cette phobie. Le patient peut également avoir fait l'expérience d'une crise cardiaque et, en ayant survécu à cette première, peut avoir peur d'être frappé par une autre. D'autres sont effrayés par la vue d'une image ou d'un symbole représentant un cœur à la suite d'une mauvaise expérience.
Les patients souffrent d'une peur chronique de problèmes cardiaques ou du développement de ceux-ci. Ils ont peur d'être frappés par cette maladie. Les patients disent sentir leur cœur s'affaiblir dans leurs battements. Ils peuvent également avoir peur d'une image ou d'un symbole représentant le cœur. Il existe un lien derrière les émotions qui se rapportent à l'image du cœur et de la phobie. Le cœur représente souvent le symbole de l'amour ou de la romance. Les individus ayant vécu une mauvaise expérience dans une relation amoureuse peuvent trouver l'image représentative émotionnellement douloureuse.
Des thérapies peuvent aider un patient à gérer sa phobie.